# Jarret de porc

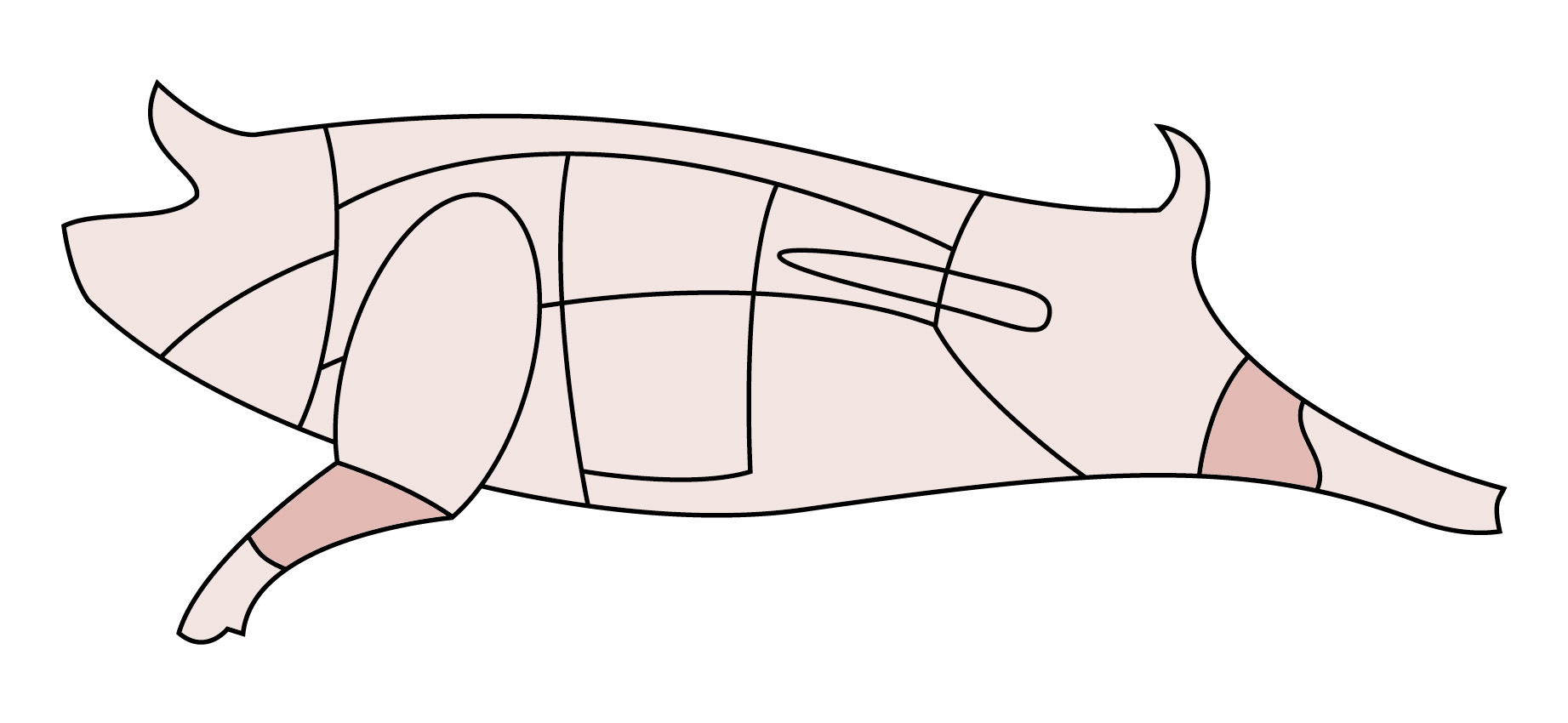
Jarret ou Eisbein.

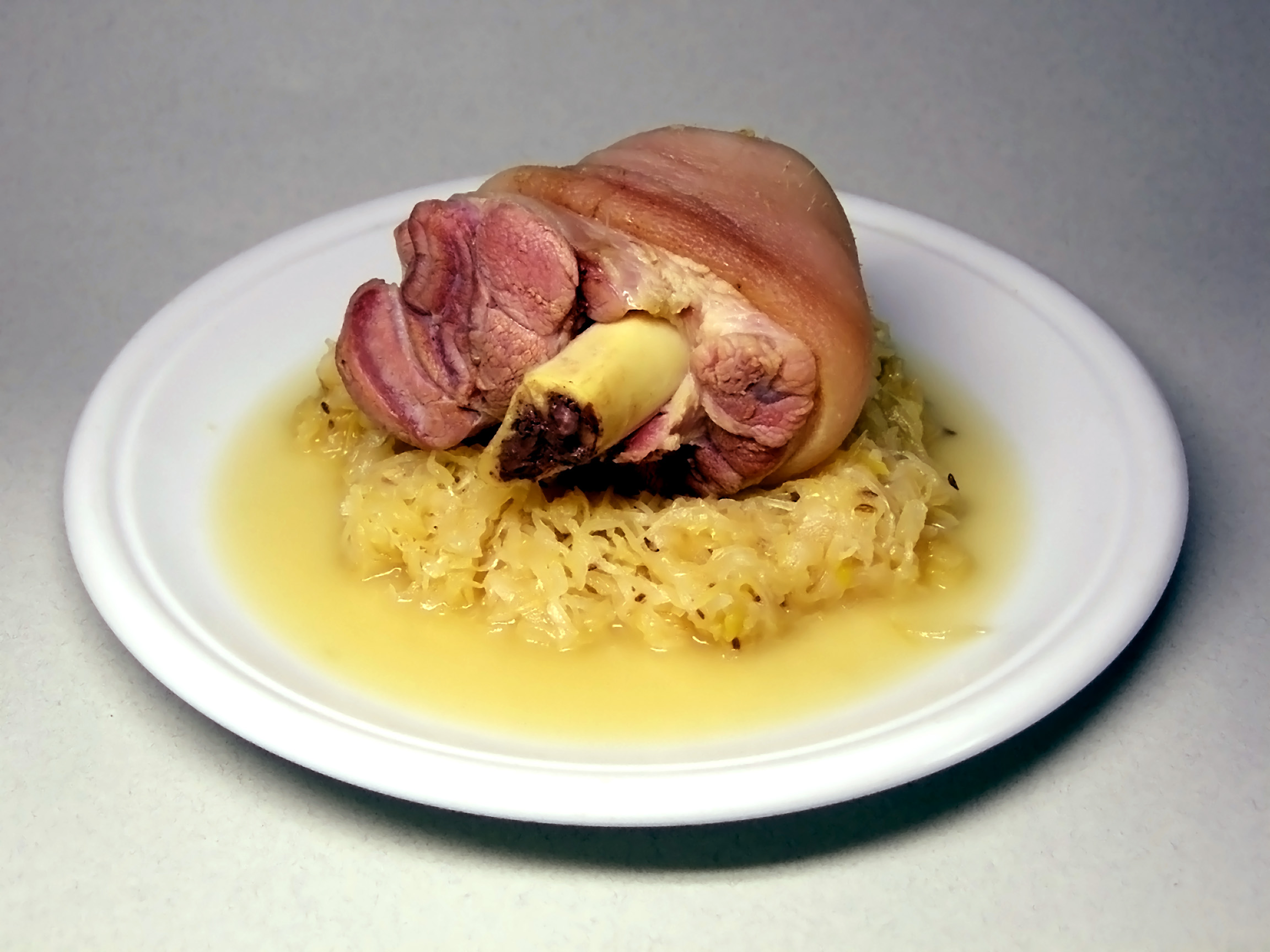
Eisbein avec choucroute.

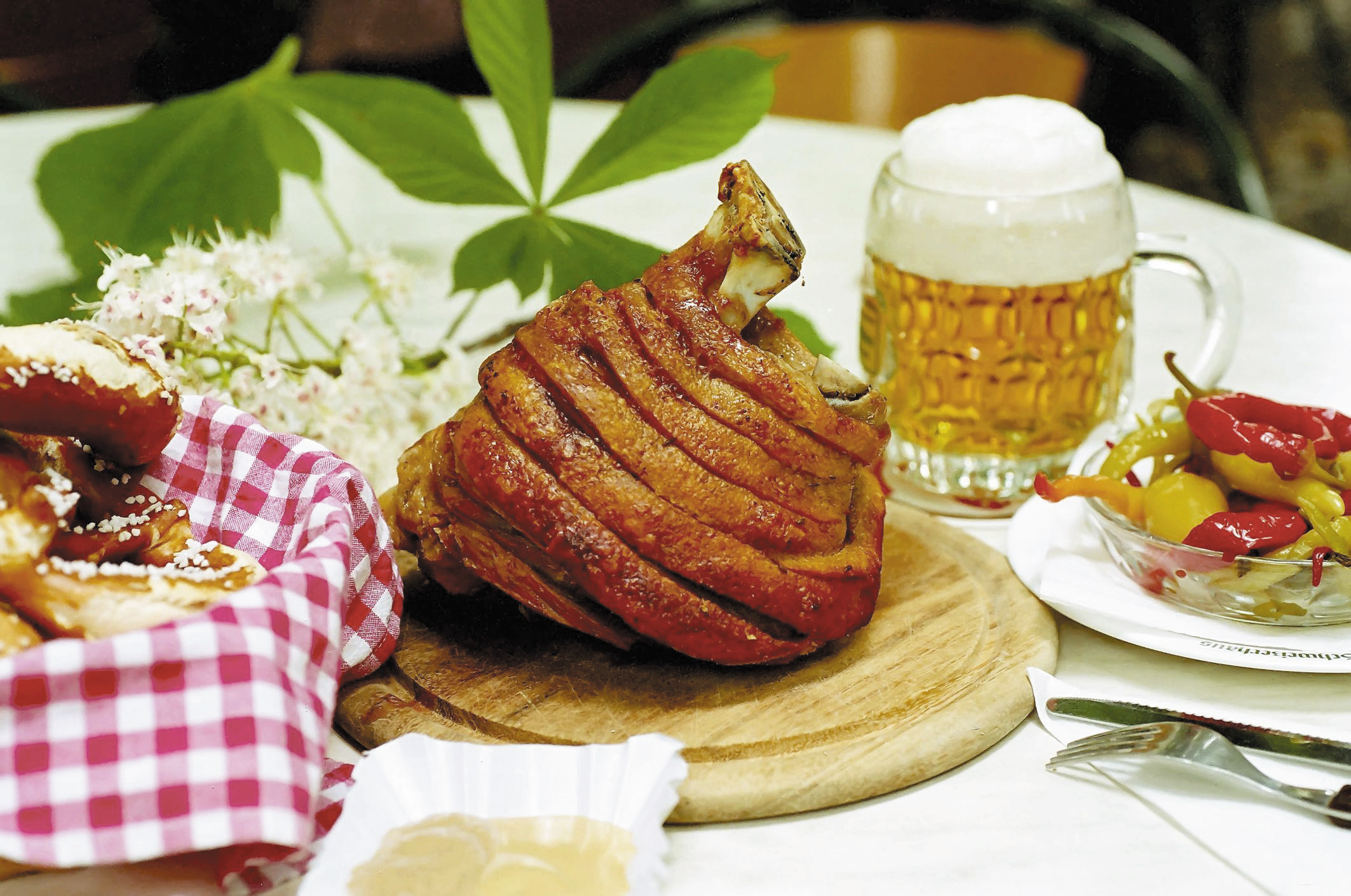
Stelze ou Schweinshaxe au four.

Le jarret de porc est un plat de viande de porc à l'os, populaire en Europe du Nord et de l'Est.
Très populaire en Allemagne, et notamment en Bavière, il est connu sous les noms de Eisbein, ou Schweinshaxe(-en), en allemand. Il est également possible de le trouver sous les noms de Hachse, Hechse, Haxe, Haspel, Hämmche, Bötel, Stelze en Autriche ; en bavarois, Knöchla ; en Suisse, Schweinshaxe ou Gnagi ; luxembourgeois Héiss ; en Pologne, golonka et enfin, en alsacien, Wädele.
Dans le nord de l'Allemagne, le jarret est plus simplement poché, puis cuit dans de la bière, avec des carottes, du céleri et des oignons, alors qu'en Allemagne du Sud, République tchèque ou Autriche, il est plutôt cuit au four. Un temps de cuisson prolongé rend alors la viande plus savoureuse et fondante dans une peau volontiers craquante. À Berlin, on l'accompagne de purée de pois (Erbspüree) ; en Franconie, de choucroute ou de chou rouge et de purée de pommes de terre ou de Knödel de pain (Kraut und Knöchla).
En Autriche, la viande est d'abord marinée avec de l'ail et du cumin avant d'être passée au four. On la sert avec de la moutarde, du raifort et des légumes en vinaigrette.
Le jarret de porc est également populaire au Royaume-Uni où il est connu sous le nom de gammon shank. En Pologne, on parle de golonka. En République tchèque, on parle de koleno.
En France, il entre dans la composition de la choucroute alsacienne et peut être utilisé comme ingrédient pour le petit salé aux lentilles.
Aux Pays-Bas, c'est un ingrédient du traditionnel jarret de porc sauce raifort.
Il est également connu en Chine où il est généralement caramélisé et enduit de sauce de soja. Sa chair est fondante en raison du temps de cuisson. La recette varie en fonction des cuisines régionales de la Chine.
Il existe des clubs d'amateurs d'Eisbein.